# 范岫
范岫（440年—514年），字懋賓，南朝濟陽考城（今民權縣）人。身高約191公分，歷仕南朝宋、齊、梁三朝。天監十三年在任時過身，終年七十五歲。

## 生平
其父在范岫年少時去世，從小好學，因侍奉其母而得孝順之名。被當時安西將軍蔡興宗看重，引薦任官。其後蔡興宗過身，而知道范岫貧乏，送贈二十萬給范岫，但范岫藉言婉拒。為官清廉，母親去世之後，一直穿布衣，吃齋菜。在任時過身。著有《禮論》、《雜儀》、《字訓》。父為范羲，子為范褒及范偉。

## 歷任
- 南朝宋
  - 主簿
  - 臨海、長城二縣令
  - 驃騎參軍
  - 尚書刪定郎
  - 護軍司馬[11]。
- 南朝齊
  - 司徒竟陵王子良記室參軍
  - 太子家令
  - 國子博士
  - 尚書左丞
  - 右軍諮議參軍
  - 撫軍司馬
  - 建威將軍
  - 安成內史
  - 給事黃門侍郎
  - 御史中丞
  - 領前軍將軍
  - 南北兗二州大中正
  - 輔國將軍
  - 冠軍晉安王長史行南徐州事
  - 尚書吏部郎[12]。
- 南朝梁
  - 度支尚書
  - 散騎常侍
  - 光祿大夫
  - 太子左衛率
  - 右衛將軍
  - 晉陵太守
  - 祠部尚書
  - 金紫光祿大夫[13]。

## 延伸阅读
[在维基数据编辑]
 《梁書·卷26》，出自姚思廉《梁書》
 《南史/卷60》，出自李延壽《南史》